# Trasformata integrale
In matematica una trasformata integrale è un'applicazione, generalmente lineare, di uno spazio di funzioni su un altro spazio di funzioni realizzata con un integrale, usata per ridurre equazioni differenziali lineari a equazioni algebriche e per l'analisi dei segnali.
A prescindere dai formalismi matematici, il motivo per il quale vengono introdotte le trasformate è che alcuni problemi, nella loro formulazione originale, sono estremamente complessi da risolvere nel dominio di origine. Può quindi risultare utile "rimappare" le funzioni che reggono tali problemi in un dominio diverso da quello originario. La soluzione delle funzioni "mappate" nei nuovi domini può dunque essere molto più semplice della soluzione iniziale. Dopo aver trovato la soluzione, occorre ritornare dalle funzioni trasformate a quelle originarie, cioè nel dominio di origine, mediante l'operazione inversa della trasformata integrale o antitrasformazione.

## Forma generale
La forma generale di una trasformata integrale lineare {\displaystyle {\mathcal {T}}(f)} è:
{\displaystyle {\mathcal {T}}(f)(s)=\int _{t_{1}}^{t_{2}}K(s,t)f(t)dt,}
dove {\displaystyle K(s,t)} è una funzione detta nucleo integrale o kernel, che caratterizza e definisce il tipo di trasformazione. La maggior parte delle trasformate usate sono integrali impropri, cioè uno o entrambi gli estremi di integrazione sono {\displaystyle \infty }.
Per alcuni nuclei esiste una trasformata inversa, a cui è associato un "nucleo inverso" {\displaystyle K^{-1}(u,t)}:
{\displaystyle f(t)=\int \limits _{u_{1}}^{u_{2}}K^{-1}(u,t)\,({\mathcal {T}}f(u))\,du.}
I nuclei integrali più diffusi utilizzano la funzione esponenziale, in particolare quello della trasformata di Fourier e della sua generalizzazione di Laplace, dove la trasformata estende "al continuo" il concetto di rappresentare una funzione mediante combinazione lineare di esponenziali (serie di Fourier).

## Alcune tra le principali trasformate integrali
| Trasformata                     | Simbolo                            | K                                                                      | f(t)                                                    | t1                       | t2                       | K−1                                                                        | u1                             | u2                             |
| ------------------------------- | ---------------------------------- | ---------------------------------------------------------------------- | ------------------------------------------------------- | ------------------------ | ------------------------ | -------------------------------------------------------------------------- | ------------------------------ | ------------------------------ |
| Trasformata di Fourier          | {\displaystyle {\mathcal {F}}}     | {\displaystyle {\frac {e^{-iut}}{\sqrt {2\pi }}}}                      | {\displaystyle f\in L_{1}}                              | {\displaystyle -\infty } | {\displaystyle +\infty } | {\displaystyle {\frac {e^{iut}}{\sqrt {2\pi }}}}                           | {\displaystyle -\infty }       | {\displaystyle +\infty }       |
| Trasformata seno (Fourier)      | {\displaystyle {\mathcal {F}}_{s}} | {\displaystyle {\sqrt {\frac {2}{\pi }}}\sin(ut)}                      | a valori reali, definita su {\displaystyle [0,\infty )} | {\displaystyle 0}        | {\displaystyle \infty }  | {\displaystyle {\sqrt {\frac {2}{\pi }}}\sin(ut)}                          | {\displaystyle 0}              | {\displaystyle \infty }        |
| Trasformata coseno (Fourier)    | {\displaystyle {\mathcal {F}}_{c}} | {\displaystyle {\sqrt {\frac {2}{\pi }}}\cos(ut)}                      | a valori reali, definita su {\displaystyle [0,\infty )} | {\displaystyle 0}        | {\displaystyle \infty }  | {\displaystyle {\sqrt {\frac {2}{\pi }}}\cos(ut)}                          | {\displaystyle 0}              | {\displaystyle \infty }        |
| Trasformata di Hartley          | {\displaystyle {\mathcal {H}}}     | {\displaystyle {\frac {\cos(ut)+\sin(ut)}{\sqrt {2\pi }}}}             |                                                         | {\displaystyle -\infty } | {\displaystyle +\infty } | {\displaystyle {\frac {\cos(ut)+\sin(ut)}{\sqrt {2\pi }}}}                 | {\displaystyle -\infty }       | {\displaystyle +\infty }       |
| Trasformata di Mellin           | {\displaystyle {\mathcal {M}}}     | {\displaystyle t^{u-1}}                                                |                                                         | {\displaystyle 0}        | {\displaystyle \infty }  | {\displaystyle {\frac {t^{-u}}{2\pi i}}\,}                                 | {\displaystyle c\!-\!i\infty } | {\displaystyle c\!+\!i\infty } |
| Trasformata di Laplace bilatera | {\displaystyle {\mathcal {B}}}     | {\displaystyle e^{-ut}}                                                |                                                         | {\displaystyle -\infty } | {\displaystyle +\infty } | {\displaystyle {\frac {e^{ut}}{2\pi i}}}                                   | {\displaystyle c\!-\!i\infty } | {\displaystyle c\!+\!i\infty } |
| Trasformata di Laplace          | {\displaystyle {\mathcal {L}}}     | {\displaystyle e^{-ut}}                                                |                                                         | {\displaystyle 0}        | {\displaystyle \infty }  | {\displaystyle {\frac {e^{ut}}{2\pi i}}}                                   | {\displaystyle c\!-\!i\infty } | {\displaystyle c\!+\!i\infty } |
| Trasformata di Weierstrass      | {\displaystyle {\mathcal {W}}}     | {\displaystyle {\frac {e^{-{\frac {(u-t)^{2}}{4}}}}{\sqrt {4\pi }}}\,} |                                                         | {\displaystyle -\infty } | {\displaystyle +\infty } | {\displaystyle {\frac {e^{\frac {(u-t)^{2}}{4}}}{i{\sqrt {4\pi }}}}}       | {\displaystyle c\!-\!i\infty } | {\displaystyle c\!+\!i\infty } |
| Trasformata di Hankel           |                                    | {\displaystyle tJ_{\nu }(ut)}                                          |                                                         | {\displaystyle 0}        | {\displaystyle \infty }  | {\displaystyle uJ_{\nu }(ut)}                                              | {\displaystyle 0}              | {\displaystyle \infty }        |
| Trasformata di Abel             |                                    | {\displaystyle {\frac {2t}{\sqrt {t^{2}-u^{2}}}}}                      |                                                         | {\displaystyle u}        | {\displaystyle \infty }  | {\displaystyle {\frac {-1}{\pi {\sqrt {u^{2}\!-\!t^{2}}}}}{\frac {d}{du}}} | {\displaystyle t}              | {\displaystyle \infty }        |
| Trasformata di Hilbert          | {\displaystyle {\mathcal {H}}il}   | {\displaystyle {\frac {1}{\pi }}{\frac {1}{u-t}}}                      |                                                         | {\displaystyle -\infty } | {\displaystyle +\infty } | {\displaystyle {\frac {1}{\pi }}{\frac {1}{u-t}}}                          | {\displaystyle -\infty }       | {\displaystyle +\infty }       |
| Nucleo di Poisson               |                                    | {\displaystyle {\frac {1-r^{2}}{1-2r\cos \theta +r^{2}}}}              |                                                         | {\displaystyle 0}        | {\displaystyle 2\pi }    |                                                                            |                                |                                |
| Trasformata N                   | {\displaystyle {\mathcal {N}}}     | {\displaystyle e^{-st}}                                                | {\displaystyle f(ut)}                                   | {\displaystyle 0}        | {\displaystyle \infty }  | {\displaystyle {\frac {e^{st/u}}{2\pi i}}}                                 | {\displaystyle c\!-\!i\infty } | {\displaystyle c\!+\!i\infty } |

Negli estremi di integrazione della trasformata inversa, {\displaystyle c} è una costante dipendente dalla natura della funzione considerata.